# 코너스톤 온디맨드
코너스톤 온디맨드(Cornerstone OnDemand)는 미국에 본사를 두고 있는 서비스형 소프트웨어로 클라우드 기반의 인재관리 솔루션을 제공한다.

1999년에 창립된 이후 지금까지 삼성, 시멘스, 델, 캐논 등 전 세계 3,500 여 개의 기업, 192개 국가에 서비스를 제공했다. 코너스톤 온디맨드의 인재관리 솔루션은 각 기업의 인재관리 전략과 규정, 업무 흐름에 최적화된 단일 통합 솔루션을 제공한다. 각 기업은 클라우드 기반의 시스템을 기반으로 효율적인 직원관리를 할 수 있다. 직원들은 전용 프로그램에 접속하면 본인에게 적합한 직무교육을 받을 수 있다. 

이외에도 최근에는 마이크로 러닝에 집중 투자하여 짧은 교육 컨텐츠 등을 제공하기 시작했다.